# Demetrio il cronografo
Demetrio (in greco antico: Δημήτριος?, Demétrios; Alessandria d'Egitto, ... – prima del 204 a.C.), detto il cronografo o il cronista, è stato uno scrittore e storico egizio di origine ebraica.

## Biografia
Demetrio, di origine ebraica,  probabilmente visse ad Alessandria d'Egitto e scrisse in greco.
Potrebbe essere datato all'epoca di Tolomeo IV (222-204), che cita come terminus di una delle sue cronologie.

## Sui capi dei Giudei
Il suo scritto è andato quasi completamente perduto e solo pochi frammenti sono sopravvissuti all'interno di successivi testi, come la Praeparatio Evangelica di Eusebio, gli Stromateis di Clemente Alessandrino ed in alcune citazioni del libro Sui Giudei dello storico Alessandro Poliistore (utilizzato da Eusebio)
Della sua opera restano, nello specifico, sei frammenti. Il primo parla del sacrificio di Isacco.
Il secondo è il più lungo che abbiamo e parla della storia di Giacobbe, dall'emigrazione in Mesopotamia alla morte. 
Demetrio si sforza di stabilire una cronologia biblica, e fornisce le date di ogni evento della vita di Giacobbe, arrivando addirittura a specificare l'anno ed il mese di nascita di ognuno dei suoi figli. L'estratto si conclude con la genealogia di Levi fino a risalire ad Aronne e Mosè.
Il terzo frammento è un estratto della storia di Mosè, con la genealogia di Ietro per poter dimostrare che Sefora, la moglie di Mosè, era una discendente di Abramo e Keturah. Il quarto frammento narra la storia dell'addolcimento dell'acqua di Mara (Esodo 15-:22-27). 
Il quinto frammento è molto breve e tratta delle armi israeliti citate nel capitolo 14 dell'Esodo.
L'ultimo frammento è stato conservato da Clemente di Alessandria, che assegna alle cronache di Demetrio il titolo di Περὶ τῶν ἐν τῇ Ἰουδαίᾳ Βασιλέων. Questo frammento cerca di determinare con esattezza il periodo dell'esilio delle Dieci tribù perdute d'Israele, e quello delle tribù di Giuda e Beniamino fino a Tolomeo IV, nel cui regno visse probabilmente Demetrio.

## Metodo e meriti
Dall'ortografia dei nomi propri e da varie espressioni utilizzate, è evidente che Demetrio utilizzasse il testo biblico dei Septuaginta. Per la determinazione di alcune date si basò sull'esegesi biblica in uso tra gli ebrei palestinesi. Flavio Giuseppe utilizzò le cronache di Demetrio per le sue Antichità giudaiche, adottandone il sistema cronologico..
Demetrio non è un apologista nel senso classico: il suo principale obiettivo è la cronologia patriarcale, infatti, e non viene dato peso alle questioni teologiche.